# Astrid Lindgren-filmer
Astrid Lindgrens filmer och TV-serier är baserade på Astrid Lindgrens berättelser. Några som flitigt har återkommit i många av filmerna är kompositören Georg Riedel, regissören Olle Hellbom och skådespelaren Allan Edwall. 
Astrid Lindgren har själv skrivit manus och sångtexter till de flesta av de filmer i Sverige som gjorts baserade på hennes verk, från 1950-talet fram till slutet av 1980-talet. Hon har nästan alltid varit med på inspelningsplatserna och godkänt. Liksom hon hade tydliga ståndpunkter både politiskt och allmänmänskligt ville hon också att hennes filmer skulle följa hennes moraliska syn. Hon var länge emot animerade filmversioner av sina böcker, samt godkände bara i viss mån produktion och försäljning av leksaker och dylikt (merchandise) efter hennes figurer.[källa behövs]
Till spelfilmerna komponerades ett stort antal sånger av vilka flera fick musik gjord av ovannämnda Riedel. Enligt STIM gick komponerandet till på så vis att Astrid efter bästa förmåga ”trallade in” texterna på kassett som överlämnades till Riedel. Dessa inspelningar utgick sedan Riedel ifrån när han tonsatt sångerna. Enligt STIM kan Lindgren på så vis ha haft ett finger med i spelet även när det kommer till skapandet av melodierna. 

## Filmer och TV-serier (Spelfilm)
| År   | Titel                                                                            | Typ                   | Land                        | Regi                      | Anmärkning | Not                         |
| ---- | -------------------------------------------------------------------------------- | --------------------- | --------------------------- | ------------------------- | --- | --------------------------- |
| 1947 | Mästerdetektiven Blomkvist                                                       | Långfilm              | Sverige                     | Rolf Husberg              | |                             |
| 1949 | Pippi Långstrump                                                                 | Långfilm              | Sverige                     | Per Gunvall               | |                             |
| 1953 | Mästerdetektiven och Rasmus                                                      | Långfilm              | Sverige                     | Rolf Husberg              | |                             |
| 1955 | Luffaren och Rasmus                                                              | Långfilm              | Sverige                     | Rolf Husberg              | |                             |
| 1956 | Rasmus, Pontus och Toker                                                         | Långfilm              | Sverige                     | Stig Olin                 | |                             |
| 1957 | Mästerdetektiven Blomkvist lever farligt                                         | Långfilm              | Sverige                     | Olle Hellbom              | |                             |
| 1960 | Alla vi barn i Bullerbyn                                                         | TV-serie i 13 avsnitt | Sverige                     | Olle Hellbom              | Delar av TV-serien finns även hopklippta till två långfilmer; Alla vi barn i Bullerbyn från 1960 (bestående av tre avsnitt) och Bara roligt i Bullerbyn från 1961 (bestående av fyra avsnitt). |                             |
| 1961 | Nina, Nora, Nalle                                                                | TV-serie i 3 avsnitt  | Sverige                     | Åke Falck                 | (dialog) | [ 2 ] [ 3 ] [ 4 ]           |
| 1964 | Vi på Saltkråkan                                                                 | TV-serie i 13 avsnitt | Sverige                     | Olle Hellbom              | |                             |
| 1964 | Tjorven, Båtsman och Moses                                                       | Långfilm              | Sverige                     | Olle Hellbom              | De fyra långfilmerna om Saltkråkan har under namnet Så går det till på Saltkråkan även sänts som en TV-serie i 12 avsnitt. Denna serie är alltså inte att sammanblanda med den ursprungliga serien, Vi på Saltkråkan, som består av 13 avsnitt. Delar av ursprungsserien har även klippts ned till en långfilm, även den kallad Vi på Saltkråkan, som fick premiär 1968. |                             |
| 1965 | Tjorven och Skrållan                                                             | Långfilm              | Sverige                     | Olle Hellbom              | De fyra långfilmerna om Saltkråkan har under namnet Så går det till på Saltkråkan även sänts som en TV-serie i 12 avsnitt. Denna serie är alltså inte att sammanblanda med den ursprungliga serien, Vi på Saltkråkan, som består av 13 avsnitt. Delar av ursprungsserien har även klippts ned till en långfilm, även den kallad Vi på Saltkråkan, som fick premiär 1968. |                             |
| 1966 | Tjorven och Mysak                                                                | Långfilm              | Sverige                     | Olle Hellbom              | De fyra långfilmerna om Saltkråkan har under namnet Så går det till på Saltkråkan även sänts som en TV-serie i 12 avsnitt. Denna serie är alltså inte att sammanblanda med den ursprungliga serien, Vi på Saltkråkan, som består av 13 avsnitt. Delar av ursprungsserien har även klippts ned till en långfilm, även den kallad Vi på Saltkråkan, som fick premiär 1968. |                             |
| 1966 | Mästerdetektiven Blomkvist på nya äventyr                                        | TV-film               | Sverige                     | Etienne Glaser            | | [ 5 ]                       |
| 1967 | Skrållan, Ruskprick och Knorrhane                                                | Långfilm              | Sverige                     | Olle Hellbom              | |                             |
| 1969 | Pippi Långstrump                                                                 | TV-serie i 13 avsnitt | Sverige Västtyskland        | Olle Hellbom              | 1973 klipptes delar av serien samman och släpptes som en långfilm under titeln Här kommer Pippi Långstrump. |                             |
| 1970 | Pippi Långstrump på de sju haven                                                 | Långfilm              | Sverige Västtyskland        | Olle Hellbom              | | [ 6 ]                       |
| 1970 | På rymmen med Pippi Långstrump                                                   | Långfilm              | Sverige Västtyskland        | Olle Hellbom              | | [ 6 ]                       |
| 1971 | Erazem in potepuh                                                                | TV-film               | Jugoslavien                 | Staš Potočnik             | Slovensk filmatisering av Rasmus på luffen |                             |
| 1971 | Emil i Lönneberga                                                                | Långfilm              | Sverige Västtyskland        | Olle Hellbom              | |                             |
| 1972 | Nya hyss av Emil i Lönneberga                                                    | Långfilm              | Sverige Västtyskland        | Olle Hellbom              | |                             |
| 1973 | Emil och griseknoen                                                              | Långfilm              | Sverige Västtyskland        | Olle Hellbom              | |                             |
| 1974 | Världens bästa Karlsson                                                          | Långfilm              | Sverige                     | Olle Hellbom              | |                             |
| 1976 | Prikljutjenija Kalle-sysjtjika                                                   | TV-film               | Sovjetunionen               | Arunas Zebriunas          | Litauisk filmatisering av Kalle Blomkvist. | [ 7 ]                       |
| 1977 | Bröderna Lejonhjärta                                                             | Långfilm              | Sverige                     | Olle Hellbom              | |                             |
| 1978 | Rasmus-brodjaga                                                                  | Långfilm              | Sovjetunionen               | Maria Muat                | Sovjetisk filmatisering av Rasmus på luffen. | [ 8 ]                       |
| 1979 | Du är inte klok, Madicken                                                        | Långfilm              | Sverige                     | Göran Graffman            | |                             |
| 1980 | Madicken på Junibacken                                                           | Långfilm              | Sverige                     | Göran Graffman            | Filmen bygger på den 6 avsnitt långa TV-serien som sändes för första gången hösten 1979. |                             |
| 1981 | Rasmus på luffen                                                                 | Långfilm              | Sverige                     | Olle Hellbom              | |                             |
| 1984 | Ronja Rövardotter                                                                | Långfilm              | Sverige Norge               | Tage Danielsson           | 1986 klipptes filmen om och förlängdes med en halvtimme till en TV-serie på tre 50-minutersavsnitt. |                             |
| 1984 | Peppi Dlinnyjtjulok                                                              | TV-film               | Sovjetunionen               | Margarita Mikaelyan       | Sovjetisk TV-produktion. | [ 9 ]                       |
| 1985 | Emīla nedarbi                                                                    | TV-film               | Sovjetunionen               | Varis Brasla              | Lettisk filmatisering av Än lever Emil i Lönneberga. | [ 10 ]                      |
| 1986 | Alla vi barn i Bullerbyn                                                         | Långfilm              | Sverige                     | Lasse Hallström           | |                             |
| 1987 | Mer om oss barn i Bullerbyn                                                      | Långfilm              | Sverige                     | Lasse Hallström           | |                             |
| 1987 | Mio min Mio                                                                      | Långfilm              | Sverige Sovjetunionen Norge | Vladimir Grammatikov      | Filmen var ett sovjetisk-svensk-norskt samarbete, med flera brittiska skådespelare, bland annat Christopher Lee i rollen som Riddar Kato och Christian Bale som Jum-Jum. |                             |
| 1988 | Pippi Långstrump - Starkast i världen (The New Adventures of Pippi Longstocking) | Långfilm              | USA                         | Ken Annakin               | Amerikansk långfilmsproduktion, inspelad kring Fernandina Beach på Amelia Island i Florida. Svensk Filmindustri var medproducent. | [ 11 ]                      |
| 1988 | Allrakäraste syster                                                              | Kortfilm              | Sverige                     | Göran Carmback            | Allrakäraste syster visades på bio tillsammans med Godnatt, herr luffare!. | [ 12 ]                      |
| 1988 | Godnatt, herr luffare!                                                           | Kortfilm              | Sverige                     | Daniel Bergman            | Allrakäraste syster visades på bio tillsammans med Godnatt, herr luffare!. |                             |
| 1988 | Nånting levande åt Lame-Kal                                                      | Kortfilm (TV)         | Sverige                     | Magnus Nanne              | | [ 13 ]                      |
| 1989 | Gull-Pian                                                                        | Kortfilm              | Sverige                     | Staffan Götestam          | Gull-Pian visades på bio tillsammans med Hoppa högst. |                             |
| 1989 | Hoppa högst                                                                      | Kortfilm              | Sverige                     | Johanna Hald              | Gull-Pian visades på bio tillsammans med Hoppa högst. |                             |
| 1989 | Kajsa Kavat                                                                      | Kortfilm              | Sverige                     | Daniel Bergman            | |                             |
| 1989 | Ingen rövare finns i skogen                                                      | Kortfilm              | Sverige                     | Göran Carmback            | |                             |
| 1989 | Peter och Petra                                                                  | Långfilm              | Sverige                     | Agneta Elers-Jarleman     | |                             |
| 1990 | Nils Karlsson Pyssling                                                           | Långfilm              | Sverige                     | Staffan Götestam          | |                             |
| 1990 | Pelle flyttar till Komfusenbo                                                    | Kortfilm (TV)         | Sverige                     | Johanna Hald              | |                             |
| 1992 | Lotta på Bråkmakargatan                                                          | Långfilm              | Sverige                     | Johanna Hald              | |                             |
| 1993 | Lotta flyttar hemifrån                                                           | Långfilm              | Sverige                     | Johanna Hald              | |                             |
| 1996 | Kalle Blomkvist – Mästerdetektiven lever farligt                                 | Långfilm              | Sverige                     | Göran Carmback            | |                             |
| 1997 | Kalle Blomkvist och Rasmus                                                       | Långfilm              | Sverige                     | Göran Carmback            | |                             |
| 2009 | Niemals Gewalt (Aldrig våld)                                                     | Kortfilm              | Tyskland                    | David Aufdembrinke        | | [ 14 ] [ 15 ] [ 16 ] [ 17 ] |
| 2023 | Jul med Astrid Lindgren                                                          | TV-program            | Sverige                     | Are Austnes Yaprak Morali | TV-program med en live-actionfilmatisering av Lustig-Gök som ramberättelse där Lustig-Gök berättar historier för två sjuka barn. Berättelserna är Nils Karlsson Pyssling, Snöbollskriget i Katthult, Räven och Tomten och Kajsa Kavat samt arkivklipp från Vi på Saltkråkan och Pippi Långstrump.                                                                        |                             |
| 2024 | Ronja Rövardotter                                                                | TV-serie              | Sverige                     | Lisa James Larsson        | | [ 18 ] [ 19 ]               |
| 2025 | Vi på Saltkråkan                                                                 | TV-serie i 6 avsnitt  | Sverige Tyskland            | Fredrik Edfeldt           | | [ 20 ]                      |

- en amerikansk långfilm om Pippi Långstrump planeras[21]
- utöver dessa filmer och TV-serier så har det också sedan 2012 funnits långtgående planer på att filmatisera Bröderna Lejonhjärta

### Filmmiljöer från spelfilmatiseringar (urval)

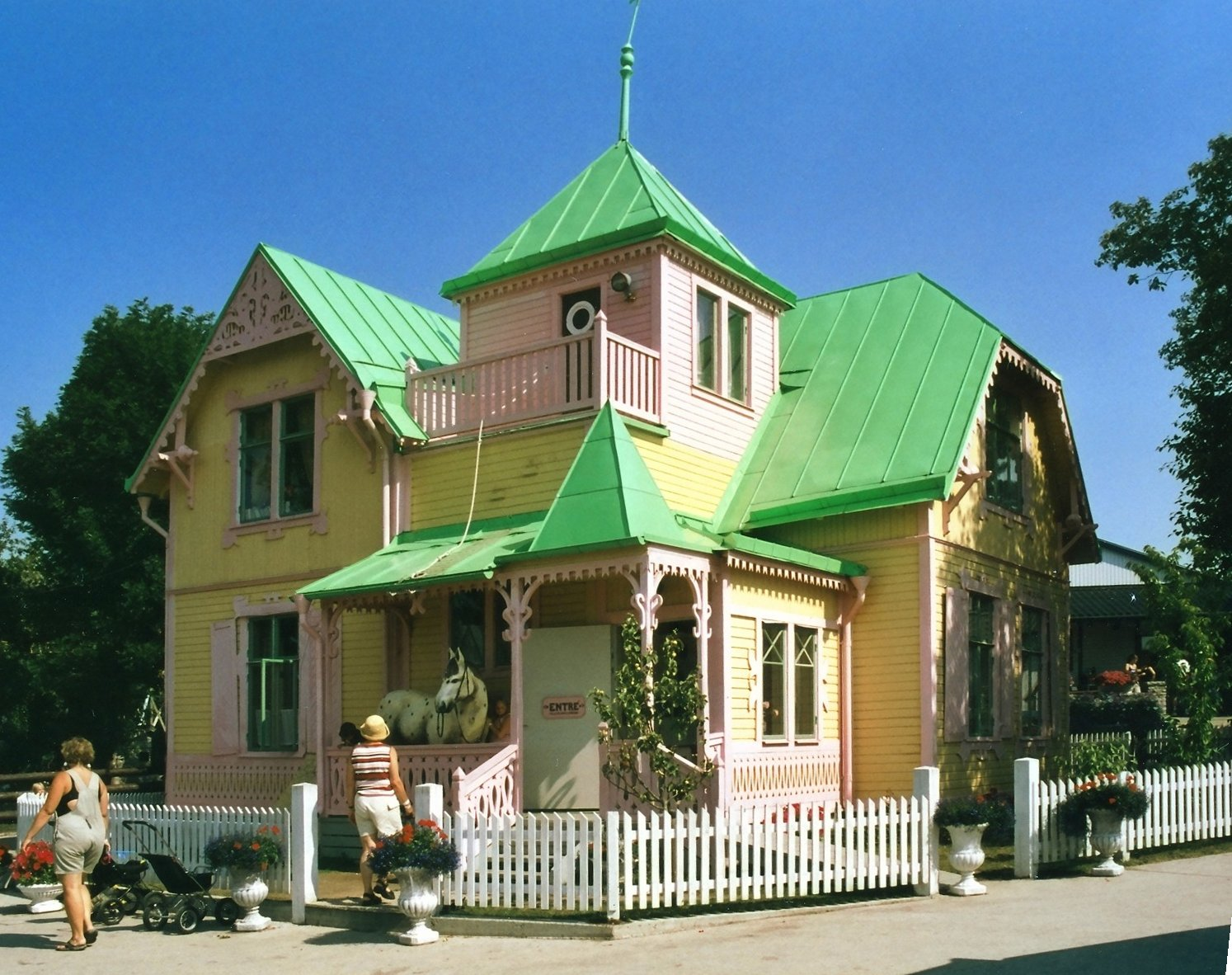
Villa Villekulla i den svensk-tyska filmatiseringen. Sedan 1970-talet står huset inne på Kneippbyn.
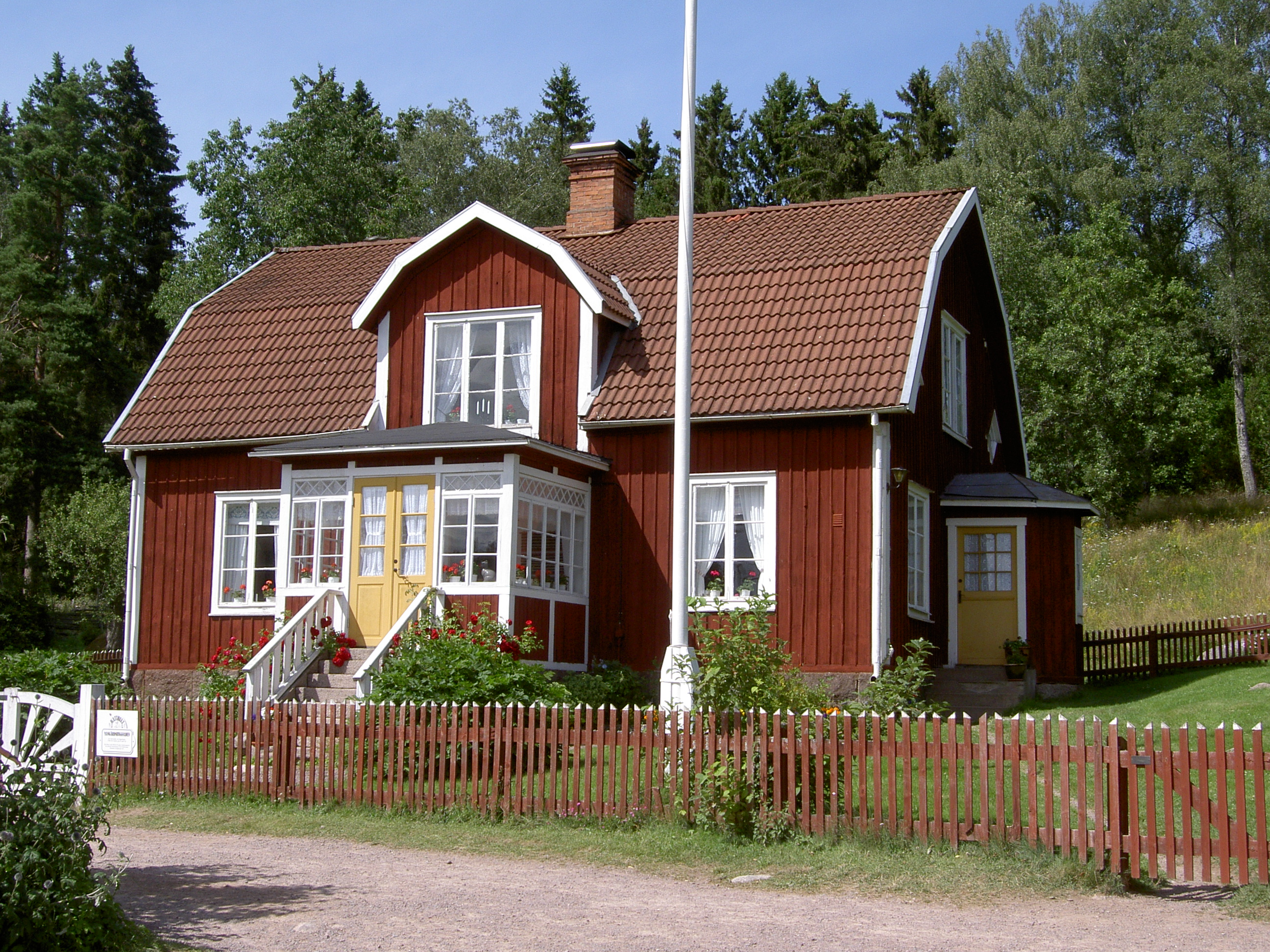
Gård i Gibberyd, nu känd som Katthult.
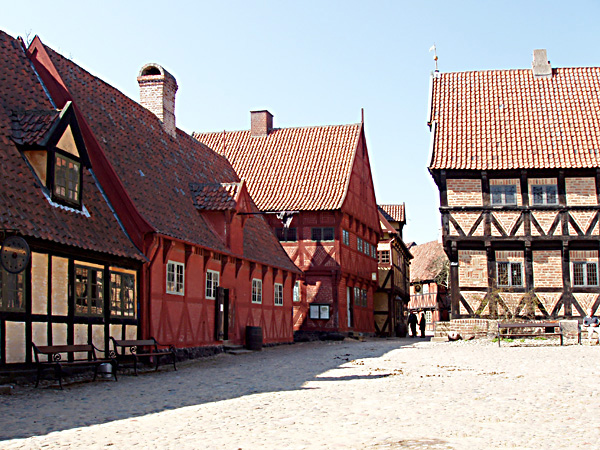
Den gamle by i Århus i Danmark fick föreställa staden i Törnrosdalen när Bröderna Lejonhjärta filmatiserades.
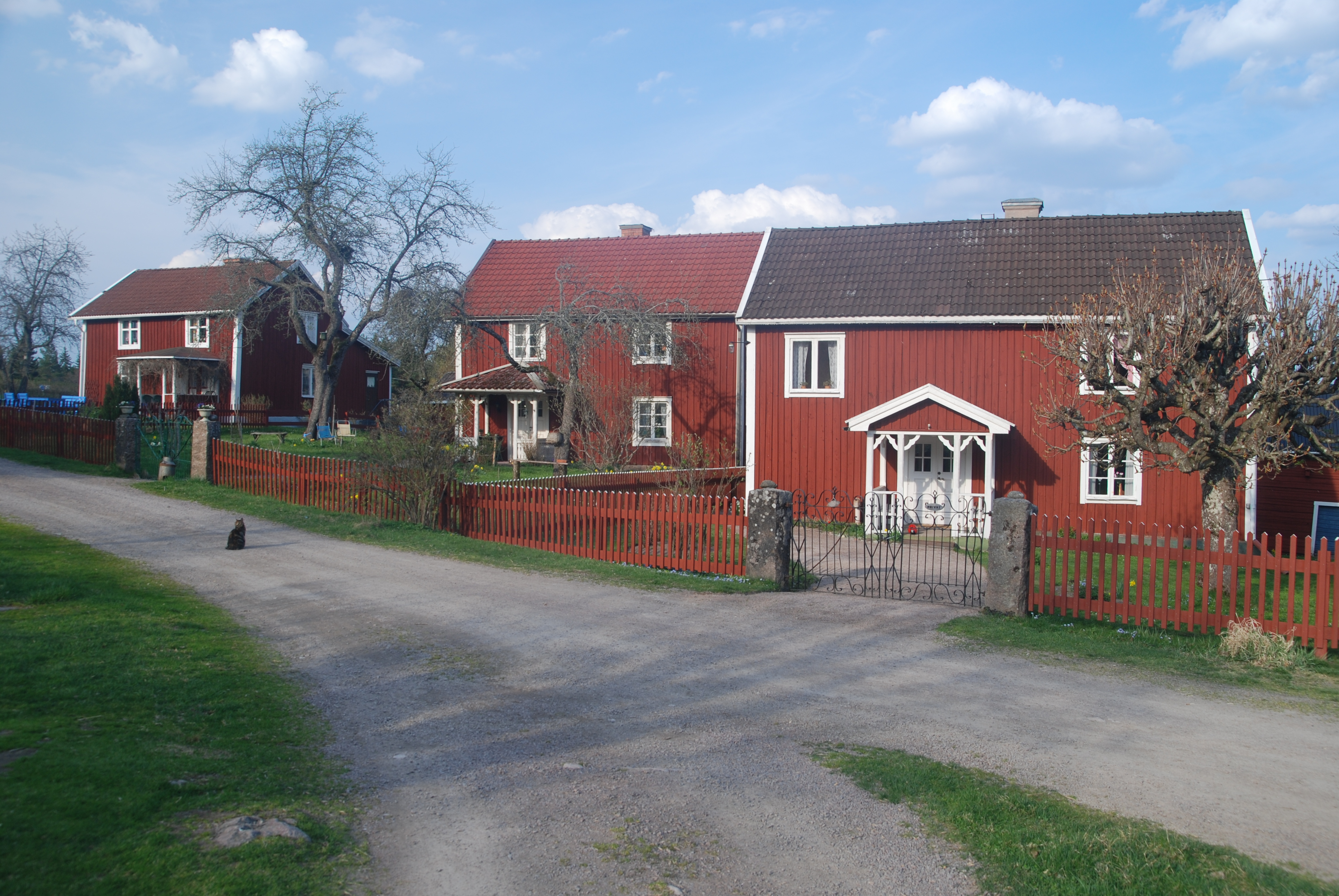
Sevedstorp, mer känt som Bullerbyn i filmerna från 1980-talet.
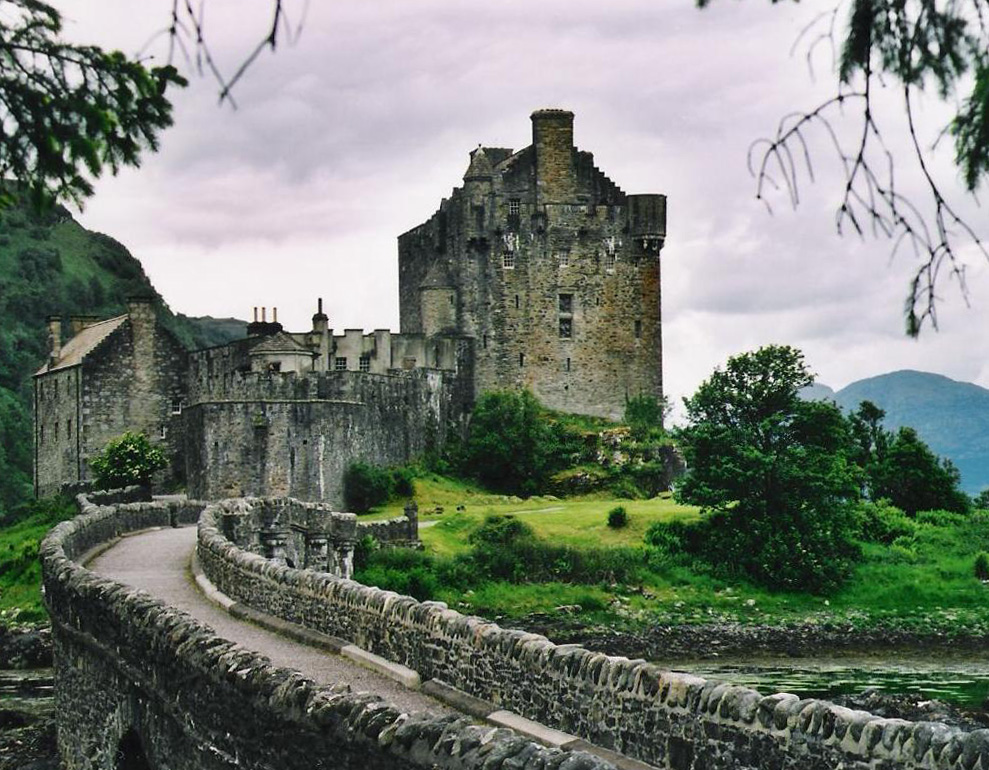
Borgen Eilean Donan i Skottland var Riddar Katos borg i Mio min Mio.

## Animerade filmatiseringar
| År   | Titel                                                         | Typ                   | Land                    | Regi                                 | Anmärkning                                                    | Not    |
| ---- | ------------------------------------------------------------- | --------------------- | ----------------------- | ------------------------------------ | ------------------------------------------------------------- | ------ |
| 1968 | Lillebror och Karlsson (Малыш и Карлсон, Malysj i Karlson)    | Kortfilm              | Sovjetunionen           | Boris Stepantsev                     |                                                               |        |
| 1970 | Karlsson är tillbaka (Карлсон вернулся, Karlson vernulsia)    | Kortfilm              | Sovjetunionen           | Boris Stepantsev                     |                                                               |        |
| 1985 | Pippi Longstocking                                            | TV-film               | USA                     | Colin Chilvers                       | Amerikansk TV-produktion, "ABC Weekend Special".              | [ 22 ] |
| 1997 | Pippi Långstrump                                              | Långfilm              | Kanada Tyskland Sverige | Clive A. Smith                       |                                                               |        |
| 1998 | Pippi Långstrump                                              | TV-serie i 26 avsnitt | Kanada Tyskland Sverige | Paul Riley                           |                                                               |        |
| 2002 | Karlsson på taket                                             | Långfilm              | Norge Sverige           | Vibeke Idsøe                         |                                                               |        |
| 2002 | Karlsson på taket                                             | TV-serie i 26 avsnitt | Norge Sverige           |                                      |                                                               |        |
| 2007 | Tomte Tummetott und der Fuchs                                 |                       | Tyskland                | Sandra Schießl                       |                                                               |        |
| 2013 | Emil & Ida i Lönneberga                                       | Långfilm              | Sverige                 | Per Åhlin Alicja Björk Lasse Persson |                                                               |        |
| 2014 | Ronja Rövardotter (山賊の娘ローニャ, Sanzoku no musume Ronia) | TV-serie i 26 avsnitt | Japan                   | Gorō Miyazaki                        | En japansk produktion om Ronja Rövardotter från Studio Ghibli |        |
| 2019 | Räven och Tomten (Reven og Nissen)                            | Kortfilm              | Norge                   | Are Austnes                          |                                                               | [ 23 ] |
| 2023 | Lustig-Gök                                                    |                       | Sverige                 |                                      | Blandar skådespelare med animerade inslag                     | [ 24 ] |
| 2023 | Emil och snöbollskriget                                       |                       | Sverige                 |                                      |                                                               | [ 24 ] |
| 2023 | Nils Karlsson-Pyssling                                        |                       | Sverige                 |                                      |                                                               | [ 24 ] |
| 2023 | Kajsa Kavat                                                   |                       | Sverige                 |                                      |                                                               | [ 24 ] |

Anmärkning:
- Avsnitt av 1998 års TV-serie med Pippi Långstrump har även omredigerats till filmer - bland dessa märks speciellt Pippi i Söderhavet som fick biopremiär och består av seriens tre sista avsnitt.

## Text till svenska barnvisor för spelfilmerna[25]
- 1964 - Vår på Saltkråkan eller Nu är våren kommen (text: Lindgren, musik: Ulf Björlin)
- 1965 - Den första ungen som kom (text: Lindgren, musik: Ulf Björlin)
- 1967 - Skrållans födelsedag (text: Lindgren, musik:)
- 1969 - Här kommer Pippi Långstrump (text: Lindgren, musik: Jan Johansson)
- 1970 - Sjörövar-Fabbe (text: Lindgren, musik: Georg Riedel)
- 1970 - Kom an Kom an Pirater (text: Lindgren, musik: Georg Riedel)
- 1970 - Kalle Teodor (text: Lindgren, musik: Georg Riedel)
- 1970 - Merja Mojsi (text: Lindgren, musik: Georg Riedel)
- 1970 - Sommarsången (text: Lindgren, musik: Georg Riedel)
- 1970 - Mors lilla lathund (text: Lindgren, musik: Georg Riedel)
- 1970 - Lira lara loppan (text: Lindgren, musik: Georg Riedel)
- 197x - Sov alla/Liten vaggvisa (text: Lindgren, musik: Georg Riedel)
- 197x - Världens starkaste tjej (Text: Lindgren, musik: Georg Riedel)
- 197x - Tror du inte jag kan dansa schottis? (Text: Lindgren, musik: Georg Riedel)
- 197x - Pappa var är du? (Text: Lindgren, musik: Georg Riedel)
- 197x - Pluttifikation (Varför ja’nte kan nå’n) (Text: Lindgren, musik: Georg Riedel)
- 197x - Hej-hå! (Text: Lindgren, musik: Georg Riedel)
- 197x - Farväl, farväl (Text: Lindgren, musik: Georg Riedel)
- 1971 - Hujedamej sånt barn han var (text: Lindgren, musik: Georg Riedel)
- 1971 - Du käre lille snickerbo (text: Lindgren, musik: Georg Riedel)
- 1971 - Lille katt (Text: Lindgren, musik: Georg Riedel)
- 1971 - Idas sommarvisa (Jag gör så att blommorna blommar) (text: Lindgren, musik: Georg Riedel)
- 1971 - Fattig bonddräng (text: Lindgren, musik: Georg Riedel)
- 1971 - Bom sicka bom (text: Lindgren, musik: Georg Riedel)
- 1971 - Grisevisan (Min lilla gris vill ha roligt) (text: Lindgren, musik: Georg Riedel)
- 1971 - Oppochnervisan (Grisen gal i granens topp) (text: Lindgren, musik: Georg Riedel)
- 1971 - En till som jag (text: Lindgren, musik: Georg Riedel)
- 1971 - Varför och varför (text: Lindgren, musik: Georg Riedel)
- 1971 - Gifteriet och en liten visa om huruledes livet är kort liksom kärleken (text: Lindgren, musik: Georg Riedel)
- 1971 - När mamma var liten, då var hon så rar (text: Lindgren, musik: Georg Riedel)
- 1974 - Världens bästa Karlsson (text: Lindgren, musik: Georg Riedel)
- 1974 - Fi-Fi-Fi-Filura (text: Lindgren, musik: Georg Riedel)
- 1974 - Vem är inte rädd ibland (Lillebrors tema) (text: Lindgren, musik: Georg Riedel)
- 1974 - Bara en liten hund (text: Lindgren, musik: Georg Riedel)
- 1977 - Törnrosdalens frihetssång (text: Lindgren, musiken är en traditionell fransk folkvisa)
- 1979 - Pilutta-visan (text: Lindgren, musik: Bengt Hallberg)
- 1981 - Ge mig mera köttbullar (text: Lindgren, musik: Bengt Hallberg)
- 1981 - Luffarvisan (text: Lindgren, musik: Gösta Linderholm)
- 1981 - Kattvisan (text: Lindgren, musik: Lille Bror Söderlundh)
- 1984 - Vargsången (text: Lindgren, musik: Björn Isfält)
- 1984 - Rövarsången (text: Lindgren, musik: Björn Isfält, i versionen med sång skrevs musiken av Anders Berglund)
- 1984 - Ronjas visa vid lägerelden (text: Lindgren, musik: Björn Isfält)
- 1984 - Rumpnissarnas visa (text: Lindgren, musik: Anders Berglund)
- 1984 - Vilda sången/Jag ser en hövding (Text: Lindgren, Tage Danielsson, musik: Björn Isfält)
- 1986 - Falukorvsvisan (text: Lindgren, musik: Georg Riedel)
- 1986 - Alla ska sova (text: Lindgren, musik: Georg Riedel)
- 1990 - Vad det är bra (text: Lindgren, musik: Anders Berglund)
- 1990 - Plätt plitt plutt-visan/Lätt som en plätt (Pysslingsång) (text: Lindgren, musik: Anders Berglund)
- 1990 - Oj vad vi är glada (text: Lindgren, musik: Anders Berglund)